# 비색법
비색법(Colorimetry)은 "인간의 색채 지각을 물리적으로 정량화하고 설명하는 데 사용되는 과학 및 기술"이다. 분광광도법과 유사하지만 스펙트럼을 색상 인식의 물리적 상관 관계, 가장 흔히 CIE 1931 XYZ 색 공간 삼자극 값 및 관련 수량으로 줄이는 데 관심이 있다는 점에서 구별된다.

## 역사
두보스크(Duboscq) 색도계는 1870년 줄스 두보스크(Jules Duboscq)에 의해 발명되었다.